# Kloster St. Augustinus (Amberg)

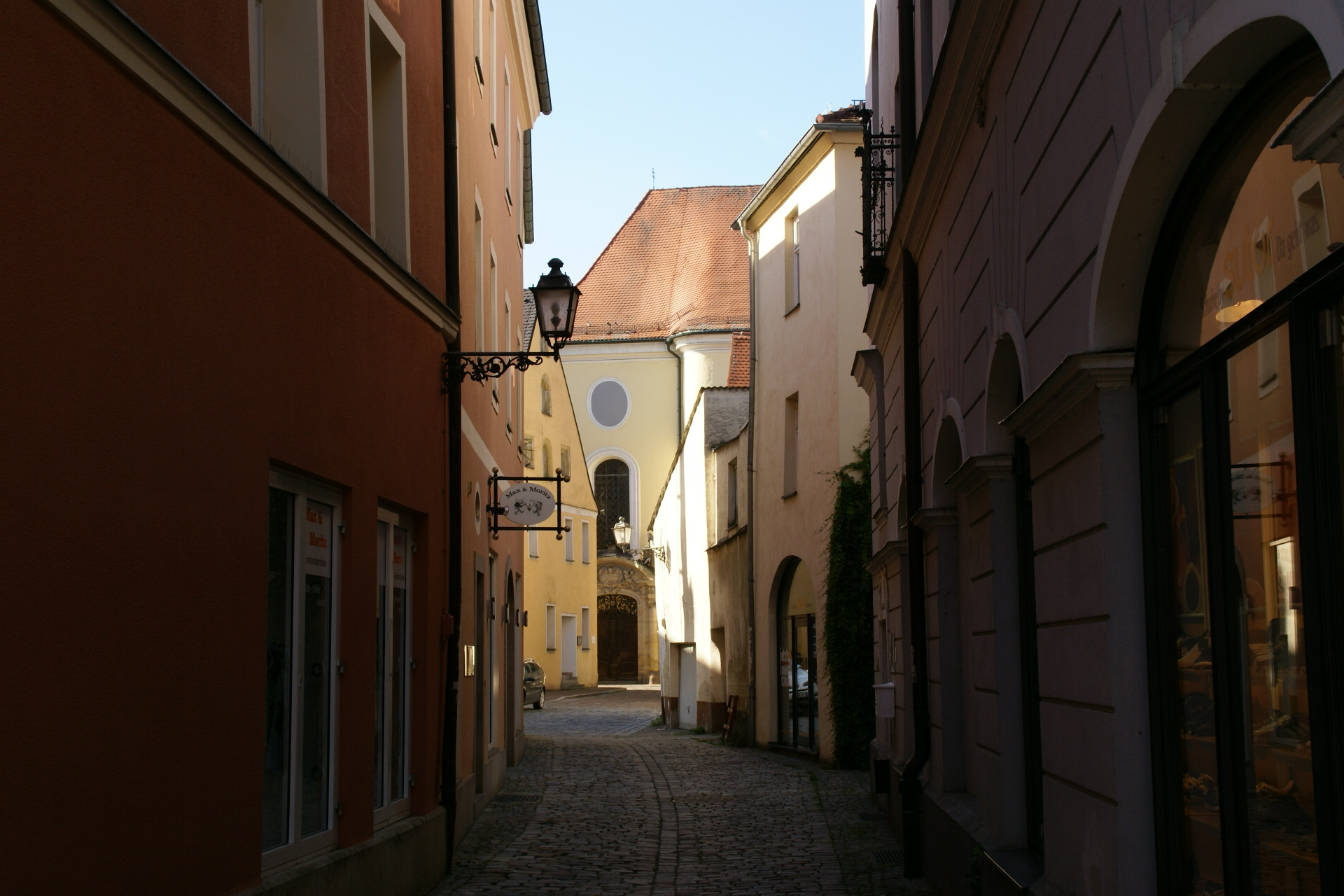
Blick durch das Löwenwirtsgässchen auf die ehemalige Klosterkirche.

Das Kloster St. Augustinus ist ein ehemaliges Kloster der Salesianerinnen in Amberg in der Oberpfalz (Bayern). Es liegt im Gebiet des Bistums Regensburg.

## Geschichte
Auf Bitten von Henriette Adelaide von Savoyen, der Gattin von Kurfürst Ferdinand Maria erteilte Papst Alexander VII. am 24. März 1667 die Errichtung von zwei Klöstern in München und in Amberg. Während das Kloster in der Landeshauptstadt bereits 1671 gegründet wurde, entsprach Kurfürst Maximilian II. Emanuel von Bayern erst am 18. Januar 1692 einer Eingabe des Amberger Magistrats, Ordenspersonen anzusiedeln, welche Personen weiblichen Geschlechts „in anständiger, künstlerischer Arbeit, guten Tugenden und in der Furch Gottes“ unterrichten würden. Am 25. April 1692 bezogen sieben Schwestern aus dem Münchener Mutterhaus eine provisorische Unterkunft in Amberg, zur Dotation wurden ihnen die Einkommen der nach der Reformation vorerst nicht mehr restituierten Klöster Gnadenberg und Seligenporten zugewiesen. von 1693 bis 1696 wurde nach Plänen von Wolfgang Dientzenhofer ein Konventbau errichtet. Die Ausstattung wurde von Stuckateuren aus dem Mitarbeiterstab von Giovanni Battista Carlone übernommen. Die ab 1697 errichtete Klosterkirche St. Augustinus wurde 1699 von Weihbischof Albert Ernst von Wartenberg konsekriert. Unter der Oberin Viktoria von Orban wurde die Kirche durch einheimische Künstler aufwändig umgestaltet. Zu nennen sind der Wessobrunner Stuckateur Paul Anton Landes und der Augsburger Hofmaler Gottfried Bernhard Götz.

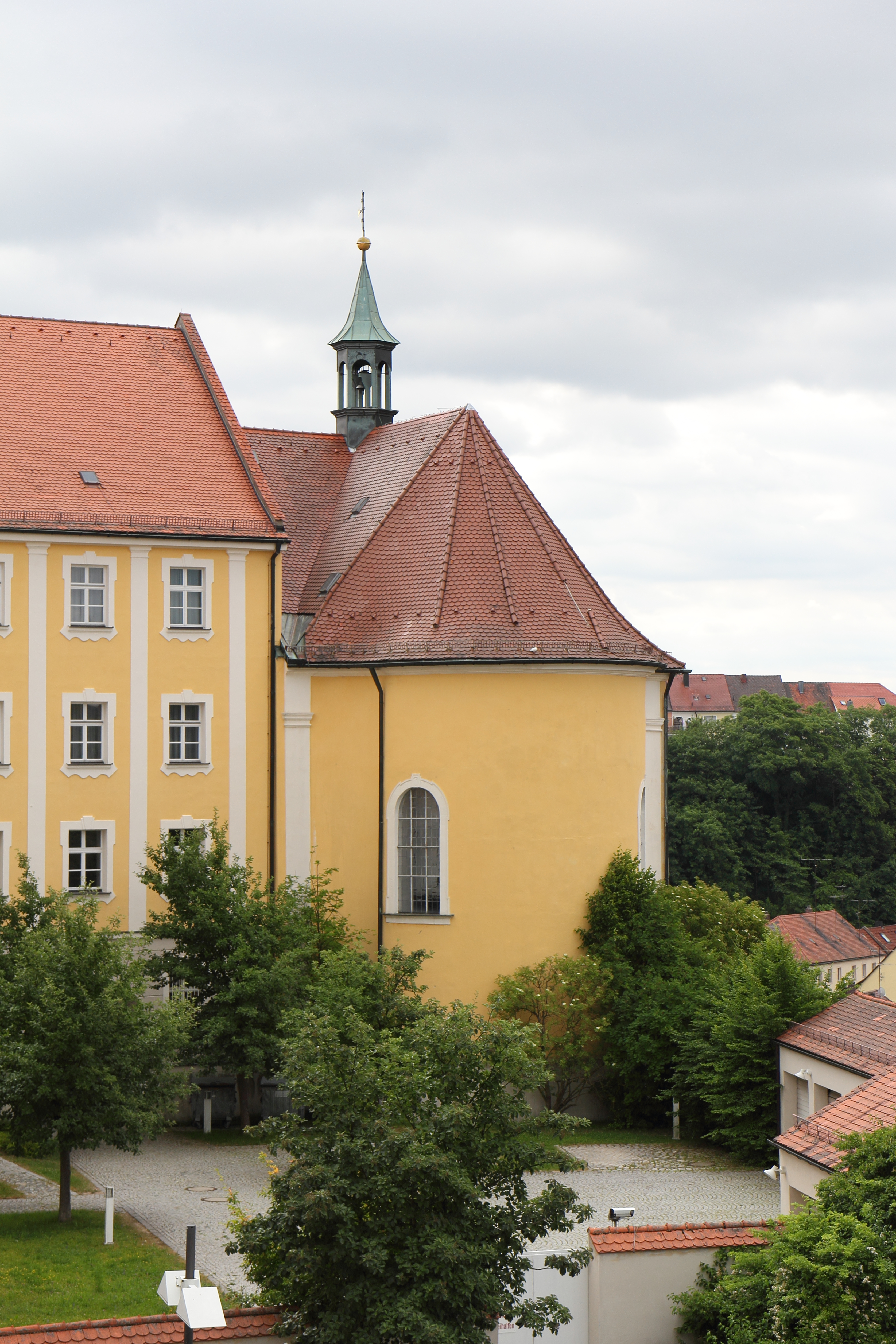
Klosterkirche St. Hedwig in Sulzbach-Rosenberg

Das Kloster war finanziell und personell gut ausgestattet und so konnte man 1753 darangehen, in Sulzbach ein Filialkloster zu errichten, das zwei Jahre später von sechs Nonnen besiedelt wurde. Nach der Säkularisation wurde dieses Kloster 1804 Zufluchtsort für die Amberger Salesianerinnen. Gegen Ende des 18. Jahrhunderts waren im Amberger Kloster 22 Konventualinnen und 6 Laienschwestern. Ihre Hauptaufgabe war der Unterricht von Mädchen, der Unterricht war kostenfrei. 1782 wurden hier in zwei Klassen 147 Mädchen unterrichtet.

## Ende des Klosters
Das Kloster wurde am 2. März 1804 aufgelöst. Die Nonnen bekam ad dies vitae Unterkunft in dem Filialkloster in Sulzbach. Einige Konventualinnen, die bereit waren, in den weltlichen Schuldienst zu treten, konnten weiter an der Mädchenschule unterrichten. Das Kloster wurde zunächst als Schulhaus, ab 1805 als Provinzialbibliothek genutzt. Das Beichtvaterhaus und die Klosterapotheke wurde versteigert. 1839 erhielten die anderen Klostergebäude die Armen Schulschwestern, die sie 1849 käuflich erwarben. Das Gebäude beherbergt heute die Dr.-Johanna-Decker-Schulen Amberg.
Die Klostergebäude schließen sich mit zwei unregelmäßigen, dreigeschossigen Flügeln mit Putzrahmengliederung an den Chor der Schulkirche an. In einigen Räumen sind Stuckaturen der Werkstatt des Carlone d’Allio erhalten.